# Umtaliella
Umtaliella is een geslacht van hooiwagens uit de familie Assamiidae.
De wetenschappelijke naam Umtaliella is voor het eerst geldig gepubliceerd door Lawrence in 1934. 

## Soorten
Umtaliella is monotypisch en omvat slechts de volgende soort:
- Umtaliella rhodesiensis